# Centre d'informació d'Internet de la Xina
El Centre d'informació d'Internet de la Xina, (xinès: 中国互联网新闻中心; pinyin: Zhongguó Hùliánwǎng Xinwen Zhōngxīn), literalment Centre de notícies d'Internet de la Xina, és un portal web estatal de l'Oficina d'Informació del Consell Estatal de la República Popular de la Xina i el Grup de Comunicacions Internacionals de la Xina. El lloc es va llançar el 12 de desembre de 2000. El seu redactor en cap és Wang Xiaohui, qui també exerceix de viceministre del Departament Central de Propaganda del Partit Comunista Xinès.
Durant la guerra Israel-Hamas de 2023, el Centre d'Informació d'Internet de la Xina va ser acusat de repetir la desinformació sobre Israel de l'Agència de Notícies Tasnim de l'Iran.